# Olympische Sommerspiele 1992/Teilnehmer (Algerien)
| Gelbes Symbol für Goldmedaillen mit stilisierten Olympischen Ringen | Graues Symbol für Silbermedaillen mit stilisierten Olympischen Ringen | Braundes Symbol für Bronzemedaillen mit stilisierten Olympischen Ringen |
| ------------------------------------------------------------------- | --------------------------------------------------------------------- | ----------------------------------------------------------------------- |
| 1                                                                   | —                                                                     | 1                                                                       |

Algerien nahm an den Olympischen Sommerspielen 1992 in Barcelona mit einer Delegation von 35 Athleten (33 Männer und zwei Frauen) an 27 Wettkämpfen in sieben Sportarten teil.

## Medaillengewinner

### Gold
| Name              | Sportart       | Wettkampf          |
| ----------------- | -------------- | ------------------ |
| Hassiba Boulmerka | Leichtathletik | Frauen, 1500 Meter |

### Bronze
| Name           | Sportart | Wettkampf            |
| -------------- | -------- | -------------------- |
| Hocine Soltani | Boxen    | Männer, Federgewicht |

## Teilnehmer nach Sportarten

### Boxen
Männer
- Mohamed Ben Guesmia
Halbschwergewicht: 2. Runde

- Laid Bouneb
Halbweltergewicht: Viertelfinale

- Ahmed Dine
Mittelgewicht: Viertelfinale

- Mohamed Haioun
Halbfliegengewicht: 1. Runde

- Noureddine Meziane
Halbmittelgewicht: 2. Runde

- Yacine Sheikh
Fliegengewicht: 2. Runde

- Hocine Soltani
Federgewicht: Bronze

- Slimane Zengli
Bantamgewicht: 2. Runde

### Gewichtheben
Männer
- Azzedine Basbas
Federgewicht: 16. Platz

- Abdel Manaane Yahiaoui
Leichtgewicht: 4. Platz

### Judo
| Männer - Meziane Dahmani Leichtgewicht: 9. Platz - Abdel Hakim Harkat Halbleichtgewicht: 17. Platz | Frauen - Salima Souakri Ultraleichtgewicht: 5. Platz |

### Leichtathletik
| Männer - Réda Abdenouz 800 Meter: 7. Platz - Aïssa Belaout 5000 Meter: Vorläufe - Azzedine Brahmi 3000 Meter Hindernis: 8. Platz - Lotfi Khaïda Dreisprung: 23. Platz in der Qualifikation - Abdelkader Klouchi Weitsprung: 46. Platz in der Qualifikation - Noureddine Morceli 1500 Meter: 7. Platz - Yacine Mousli Hochsprung: 33. Platz in der Qualifikation - Mohamed Salmi Marathon: 59. Platz | Frauen - Hassiba Boulmerka 1500 Meter: Gold |

### Ringen
Männer
- Mazouz Ben Djedaa
Leichtgewicht, griechisch-römisch: 2. Runde

- Youssef Bouguerra
Weltergewicht, griechisch-römisch: 2. Runde

### Schwimmen
Männer
- Abderzak Bella
100 Meter Brust: 46. Platz
200 Meter Brust: 42. Platz

### Volleyball
Männer
- 12. Platz

- Kader
El-Tayeb El-Hadj Ben Khelfallah
Krimo Bernaoui
Ali Dif
Faycal Gharzouli
Mourad Malaoui
Adel Sennoun
Mourad Sennoun
Foudil Taalba
Faycal Tellouche
Lies Tizioualou